# Monastère Saint-Sabbas de Storoji
Le Monastère Saint-Sabbas de Storoji ou Monastère Saint Savva Storojevski (en russe Саввино-Сторожевский монастырь) est un monastère orthodoxe d'hommes, de l'éparchie de Moscou. Il est créé à la fin du XIVe siècle. Il se situe près des monts Storoji, au confluent des rivières Storoji et Moskova à deux kilomètres à l'est de la ville de Zvenigorod dans l'Oblast de Moscou.

## Histoire
L'origine de monastère se rattache à la tradition de Saint Serge de Radonège et du monastère de la Trinité-Saint-Serge qu'il a fondé. Mais malgré ce lien il doit en fait son existence à la volonté de prince Iouri IV, fils du grand-prince Dimitri Ier Donskoï. Le prince Iouri IV avait comme parrain Serge de Radonège. Il choisit comme confesseur le moine Savva Storojevski (mort en 1407). Ce dernier devient, après la mort du successeur de Saint-Serge, Nikon, l'higoumène de la Laure de la Trinité Saint-Serge. Le jeune prince demande à Savva Storojevski de fonder un monastère dans les environs de Moscou. Au lieu de chercher un lieu isolé destiné à des ascètes, il choisit un endroit lumineux et agréable. C'est un promontoire qui domine la Moskova et permet d'admirer les forêts aux alentours. Au sommet du promontoire est fondée l'église de la Nativité-de-la-Vierge. À l'origine elle est en bois, entourée de quelques cellules et d'une enceinte. À partir de 1399, le prince consacra des sommes considérables pour la construction du monastère en pierre. De plus, il offre à Savva des terres et des villages en propriété pour permettre au monastère de prospérer. Dans sa résidence de Gorodok proche du monastère, il fait construire la Cathédrale de la Dormition sur Gorodok qui est terminée en 1406.
Au cours des siècles qui suivent le monastère n'enregistre pas d'évènements exceptionnels. Différents monarques accordent des avantages matériels au monastère, des terres, des concessions d'exploitations de carrières.    

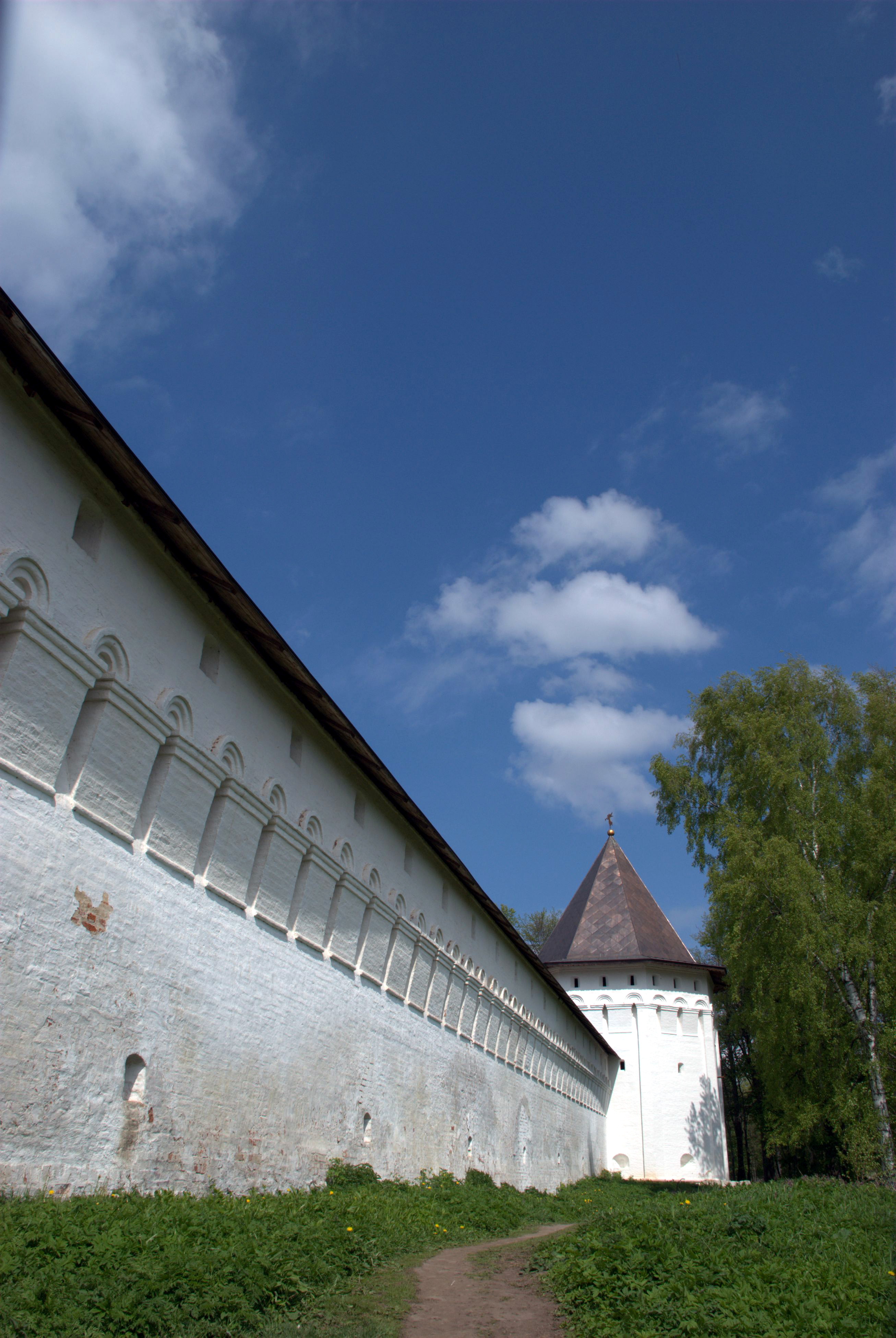
Mur d'enceinte du  Monastère

Au début du XVIIe siècle, durant le temps des Troubles le monastère subit les saccages du Faux Dimitri. Après son accession au trône, Michel Ier fait procéder à des remises à neuf et fait des donations somptueuses. La première préoccupation reste toutefois la fortification. En 1650, une enceinte de pierre est construite. En 1654, elle est longue de 760 mètres et garnie de sept tours. Pour terminer l'enceinte, une série de meurtrières obliques et de mâchicoulis reliés par de petites arcades, transforme le tout en une bel alignement.
Le toit du monastère prend sa forme actuelle au milieu du XVIIe siècle. L'intérieur est peint à fresque par Stéphane Rezanets et Iakov Kazanets. Le sujet principal des fresques est la Mère de Dieu. Malheureusement l'état de conservation actuel n'est pas uniforme. Une fois les peintures intérieures terminées, les maîtres réalisent les quatre registres supérieurs de l'iconostase .

## Principales caractéristiques architecturales

### La tour Rouge

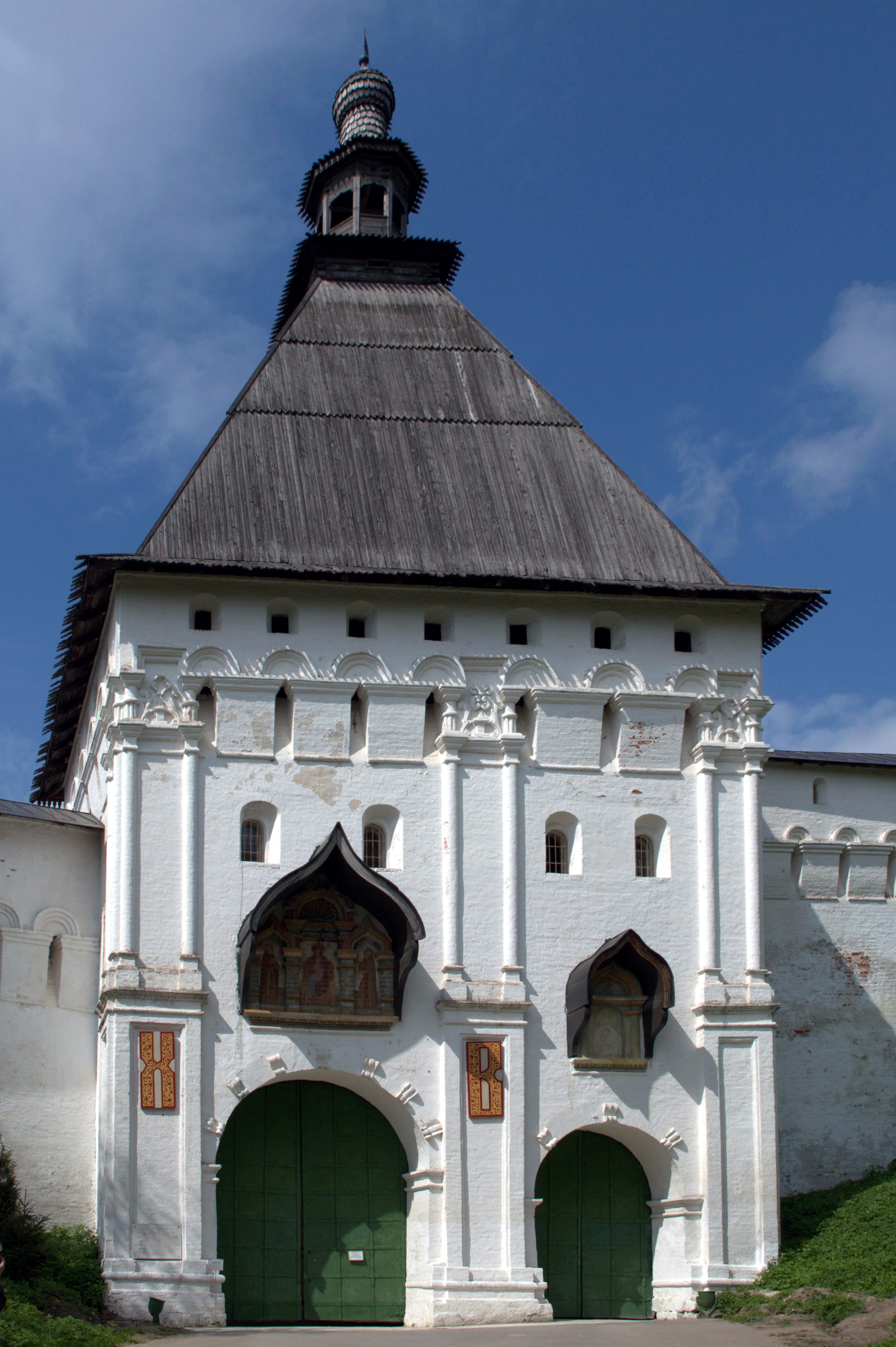
La Tour Rouge

La Tour Rouge ou Belle tour est l'entrée du monastère. Elle se situe dans le fond, comme cachée près du surplomb de la colline. Jusqu'au XVIIe siècle, l'endroit où elle se trouve est en dehors de la limite du monastères. Quand ce dernier est agrandi, la Tour Rouge se retrouve au centre du mur d'enceinte de la partie occidentale, la plus grande, celle tournée vers Zvenigorod. Deux arcades inégales servent de portes d'accès au monastère. Aux dessus d'elles des niches abritent des fresques. Au dessus de l'entablement, des meurtrières et des mâchicoulis sont reliées entre eux par des petites arcades pareilles à celles de la muraille de fortification donnant vers l'extérieur. Les jambages des arcades reposent sur de hauts piédestaux. Dans la partie supérieure, ce sont des colonnes
jumelées fort espacées et surmontées de bas-reliefs de goût baroque qui forment la décoration .

### Église de la Trinité (anciennement Saint-Serge)
La petite église de la Trinité (dénommée ainsi depuis 1825) est la première rencontrée par le visiteur après le passage de la Tour Rouge. L'arcade d'entrée au niveau inférieur est encadrée par des colonnettes. De là part l'escalier qui monte vers l'intérieur de l'église. Celle-ci est surmontée d'un toit octogonale avec huit frontons et un petit dôme au sommet. Les églises à toit pyramidal sont rares à la fin du XIIe siècle. Ce type de chatior devient un élément purement décoratif dans l'architecture des églises. 

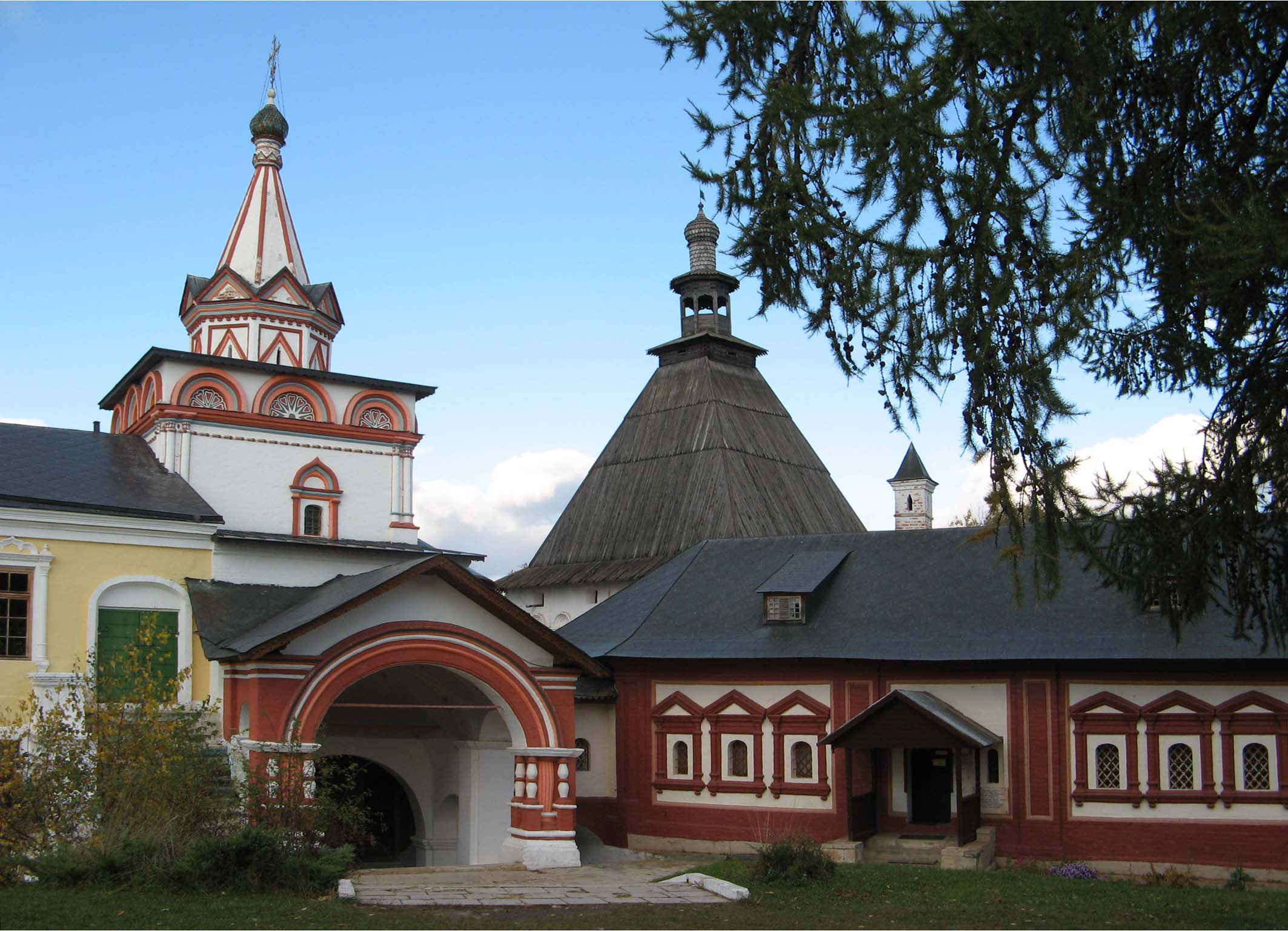
Église de la Trinité

### Le palais du tsar et celui de la tsarine

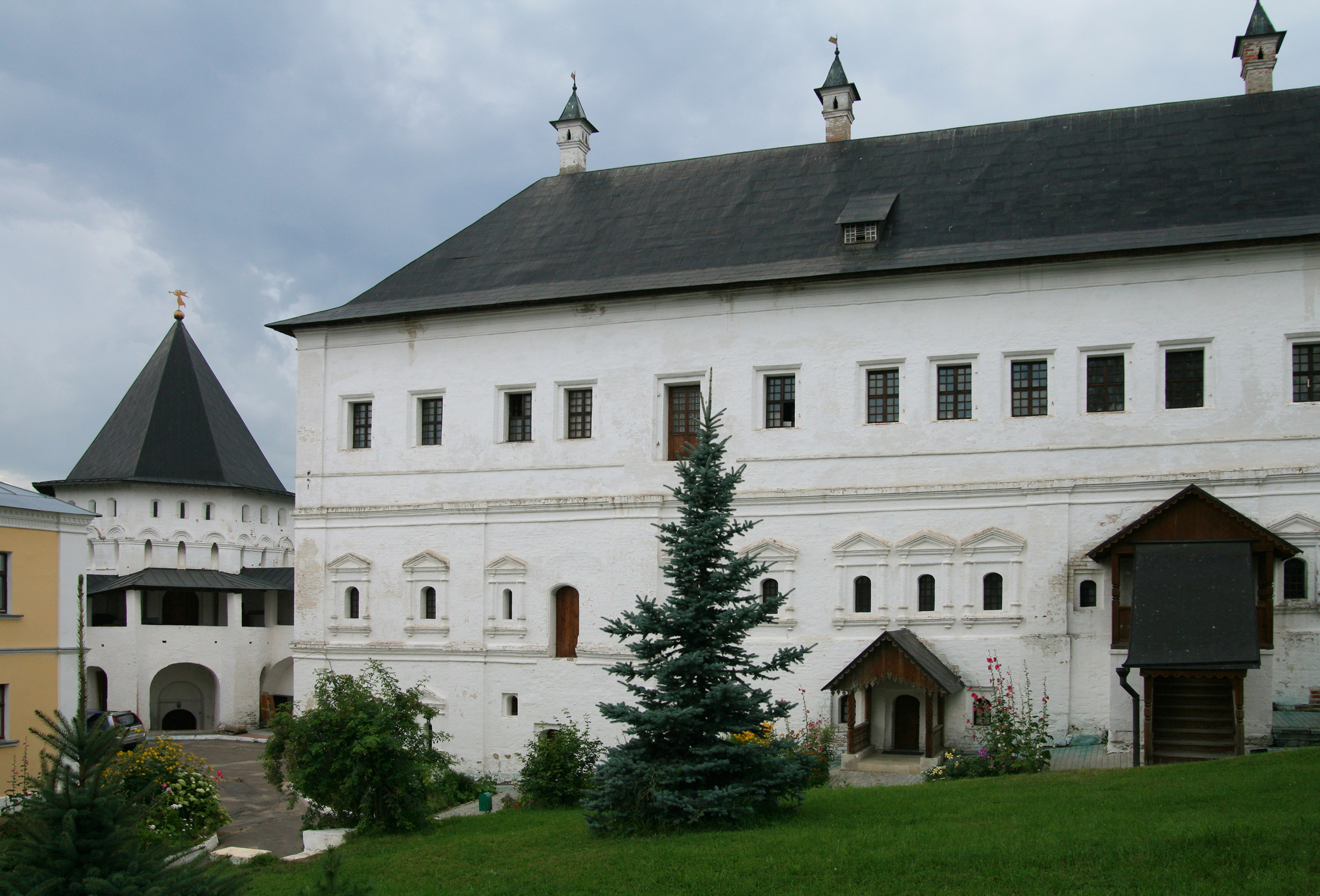
Palais du tsar
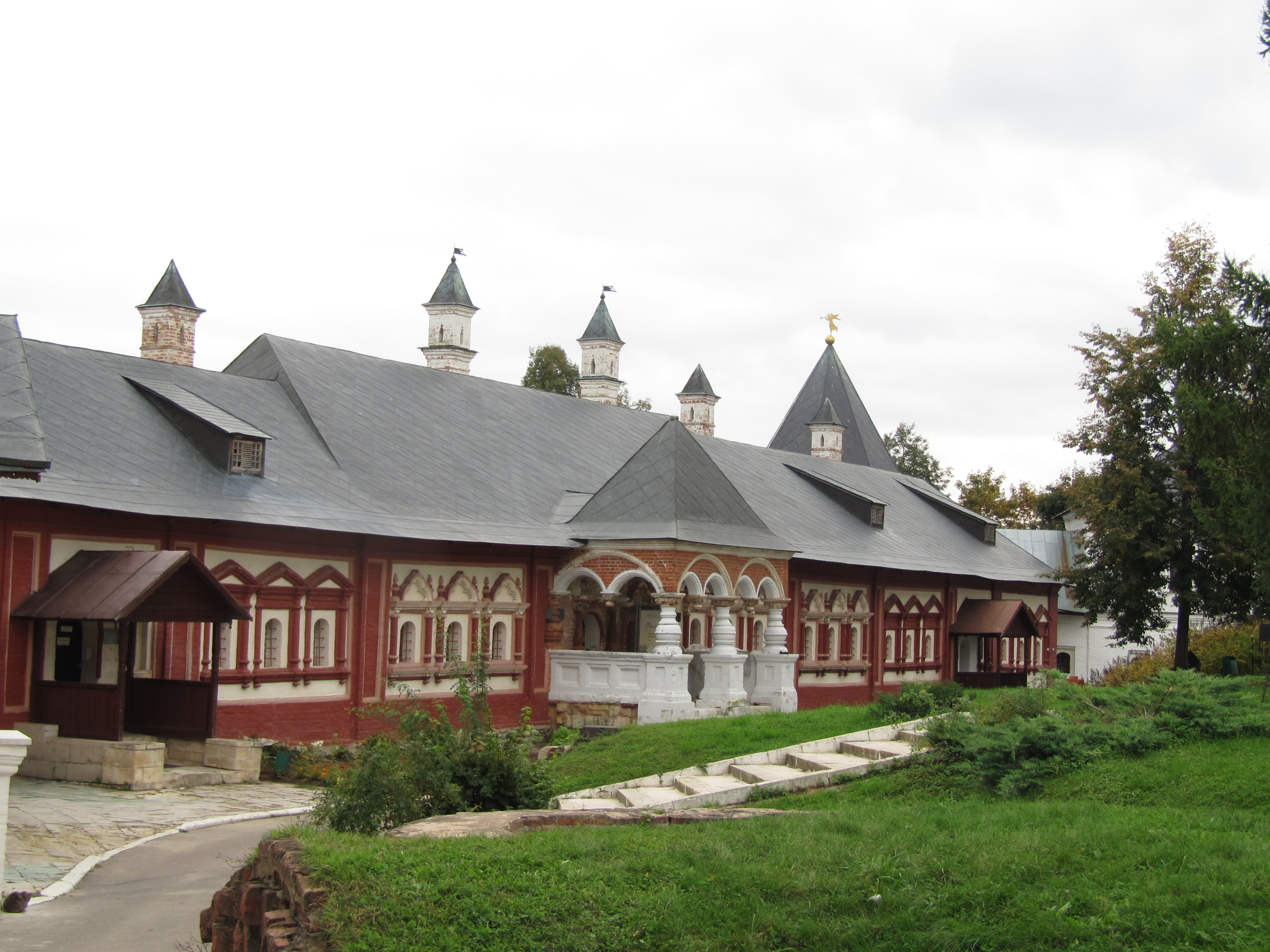
Palais de la tsarine

À l'époque de Michel Ier, le monastère accueille fréquemment
la cour impériale qui compte plusieurs centaines de personnes dans sa suite. L'historien Alexeï Komech cite le chiffre de 500. Le tsar est non seulement le principal, mais aussi l'unique maître du monastère. Deux palais impériaux sont construits, se faisant face en parallèle à l'est et à l'ouest. Celui du tsar est construit vers 1670, à l'est. Sa longueur atteint 100 mètres. Celui de la tsarine, après 1680. Ils n'avaient qu'un seul niveau à l'origine et un toit plat. Le plan intérieur est simple et comprend une enfilade de salles. En 1729, un incendie détruit toute la décoration. Mais les façades du niveau inférieur la conservent même lors de la reconstruction aux XVIIIe siècle et XIXe siècle. Les façades des appartements de la tsarine sont spectaculaires, surtout sur la façade à un seul niveau du côté de la cathédrale. Un perron d'apparat de pierre blanche, avec un toit à quatre pans, y donne accès. Des arcades à clefs pendantes reposent sur un ensemble de colonnes. À l'intérieur, le plan des pièces est simple et se compose d'une enfilade de pièces reliées entre elles selon un axe longitudinal.

### Cathédrale de la Nativité-de-la-Vierge

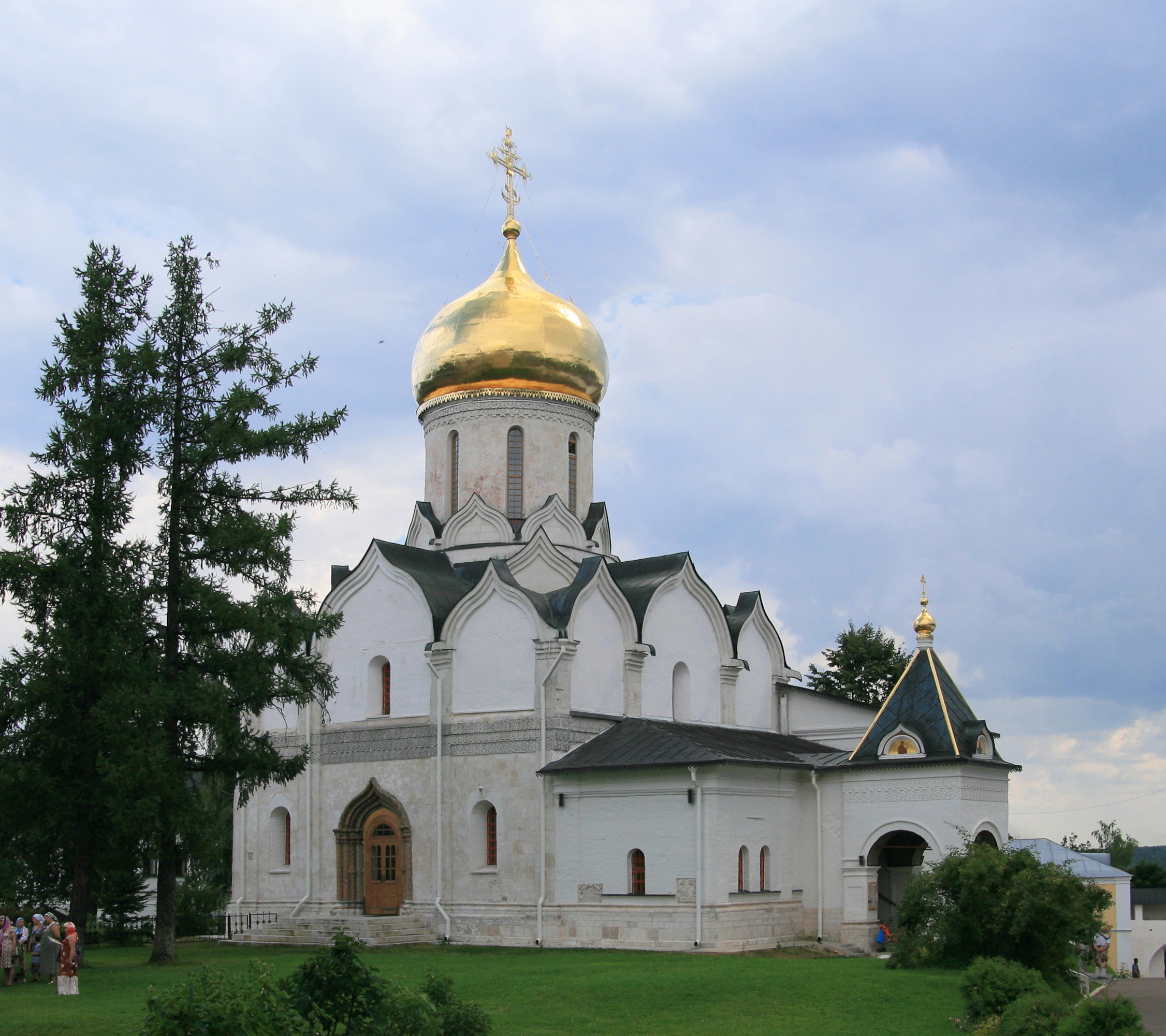
Cathédrale de la Nativité-de-la-Vierge

À sa création par Savva en 1398, le monastère qui porte aujourd'hui son nom est dédié à la Nativité de la Sainte-Vierge.
La cathédrale du monastère est construite vers 1405 mais la date est contestée. Les proportions sont trapues et austères. Toutefois cette austérité est tempérée par les arrondis des zakomars en accolade sur toute la façade et au pied du tambour de la coupole. Les deux niveaux de zakomars et le haut tambour rapprochent l'édifice des églises-tours . Le triple bandeau ornemental qui divise la façade renforce, quant à lui, la pesanteur de l'édifice.

### Latrapeznaïa
Le réfectoire ou trapeznaïa est la salle la plus importante du monastère. Accolé par le nord au campanile, il faisait plus de 600 mètres carrés de surface avec seulement deux piliers pour le soutenir. L'air provenant des cuisines réchauffait ce local grâce à des canalisations dans les murs.

### Les cellules des moines
Les cellules des moines comprennent deux bâtiments disposés au sud du monastère sur toute la longueur du mur d'enceinte. C'est la partie la plus basse de l'ensemble d'où la vue vers la cathédrale est la plus belle. Construites en 1167 elles ont été abattues au XIXe siècle et remplacées par un autre édifice. La partie conservée a été surélevée par un étage de style pseudo-russe .

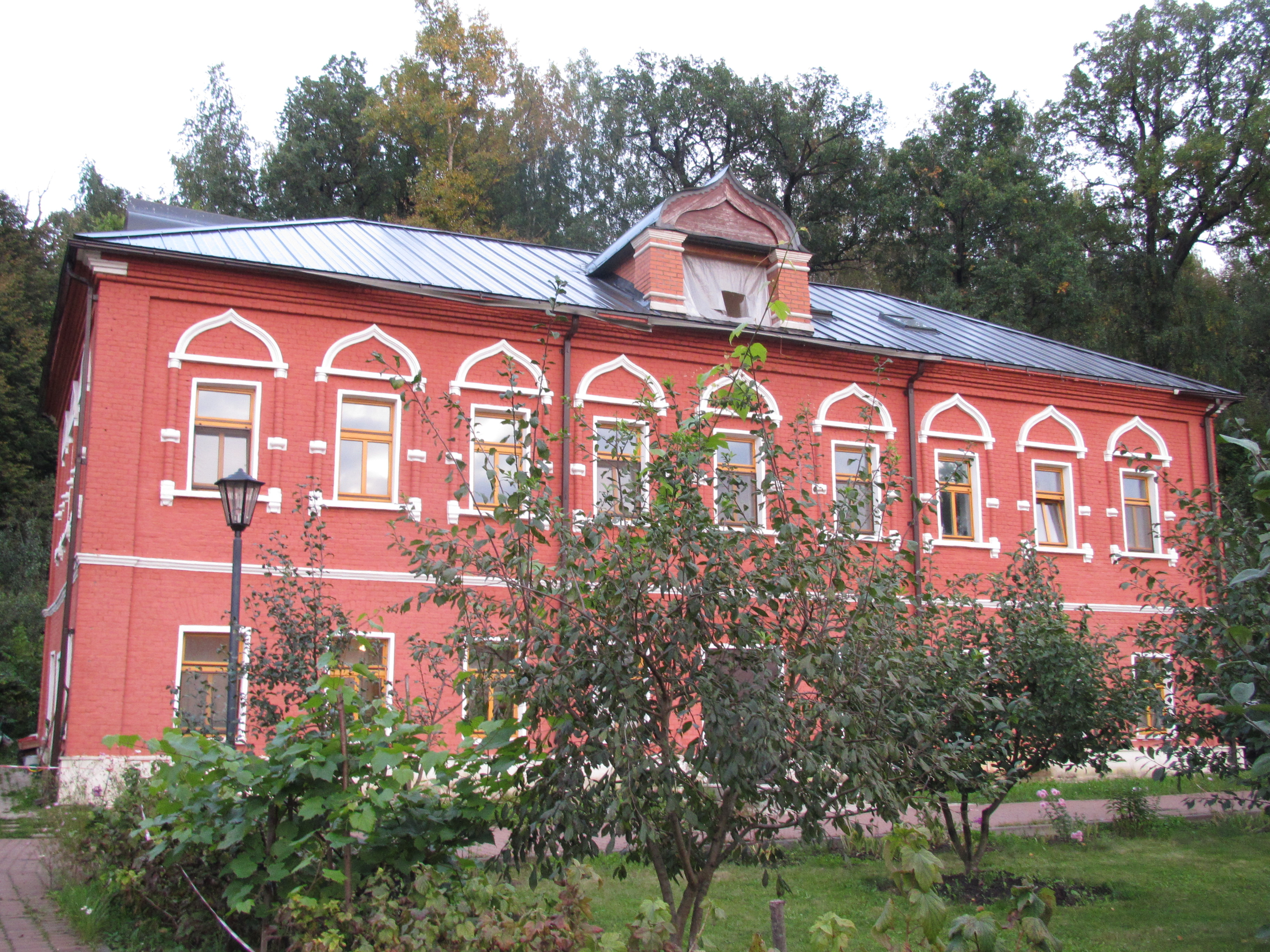
Cellules des moines

### Le campanile et l'église de la Transfiguration

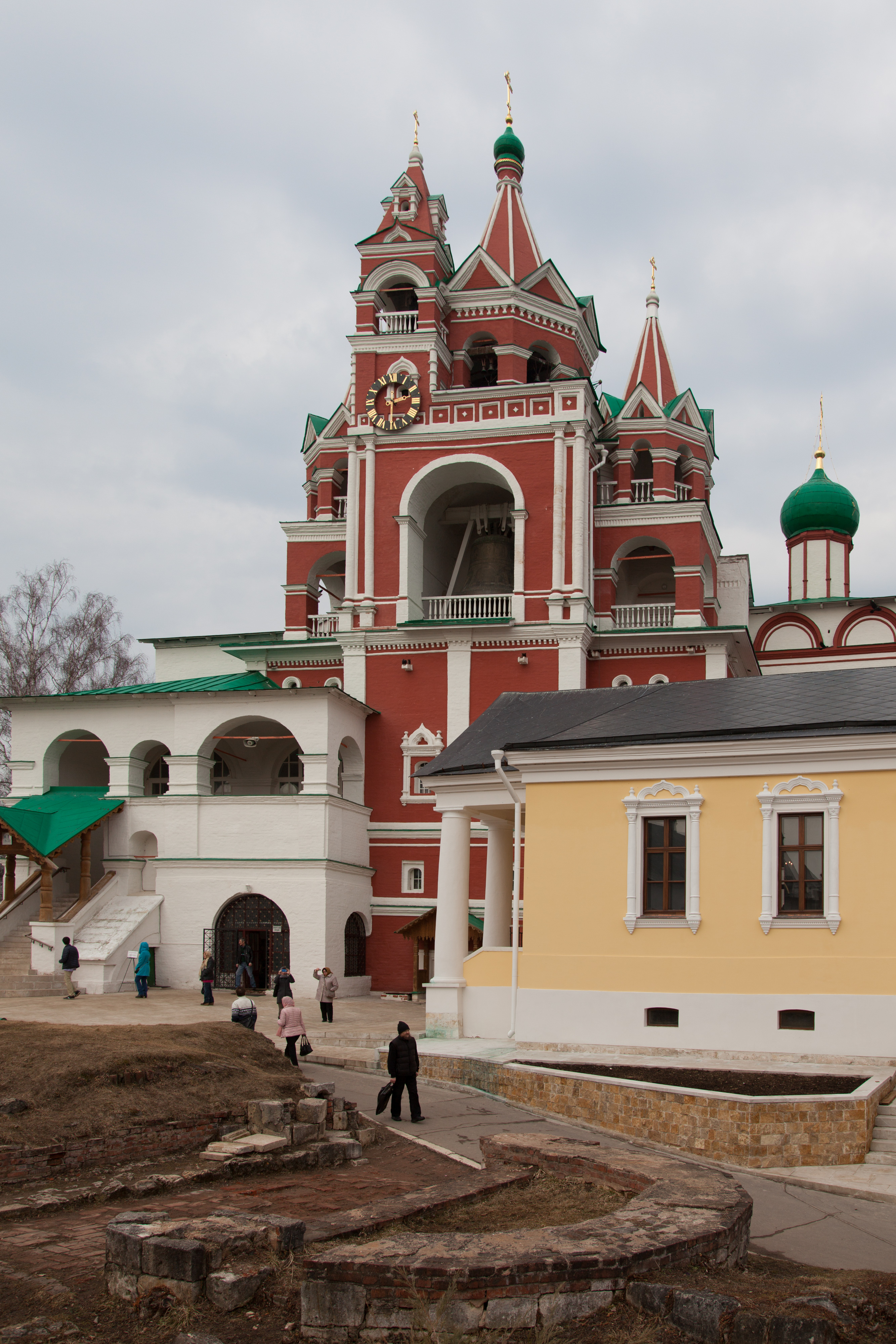
Campanile et église de la Transfiguration

Au nord du monastère la cour de réception du monastère est fermée par un campanile de forme étonnante. L'édifice est formé de deux tours latérales et d'une grande tour centrale. Le toit est en forme de tente pyramidale. Sur la tour centrale se trouve une horloge et au dessus de celle-ci une petite tour avec couverture pyramidale elle-aussi. L'ensemble forme un tout insolite. À l'est de ce campanile se trouve l'église de la Transfiguration. Elle est surmontée d'un dôme de couleur verte. Cette église date de la même époque que les autres bâtiments c'est-à-dire 1650. Mais elle a été remaniée en 1690 dans l'esprit du baroque Narychkine.

## Époque contemporaine
Au XVIIIe siècle la cour impériale se déplace à Saint-Pétersbourg et le monastère ne resta plus le point de passage du tsar que lors de ses déplacements à Moscou. Le développement architectural est interrompu. L'argent nécessaire à la restauration de certains édifices manque et certains sont démolis. Le monastère passe sous la juridiction du Saint-Synode. En 1800 un séminaire y est installé.
Après la Révolution d'Octobre 1917, le monastère est fermé. Il est ensuite transformé en maison de cure puis en musée de la guerre.
Depuis 1952 de nombreuses restaurations ont redonné à l'ensemble sa splendeur originelle.